# Piąty rząd Amintore Fanfaniego

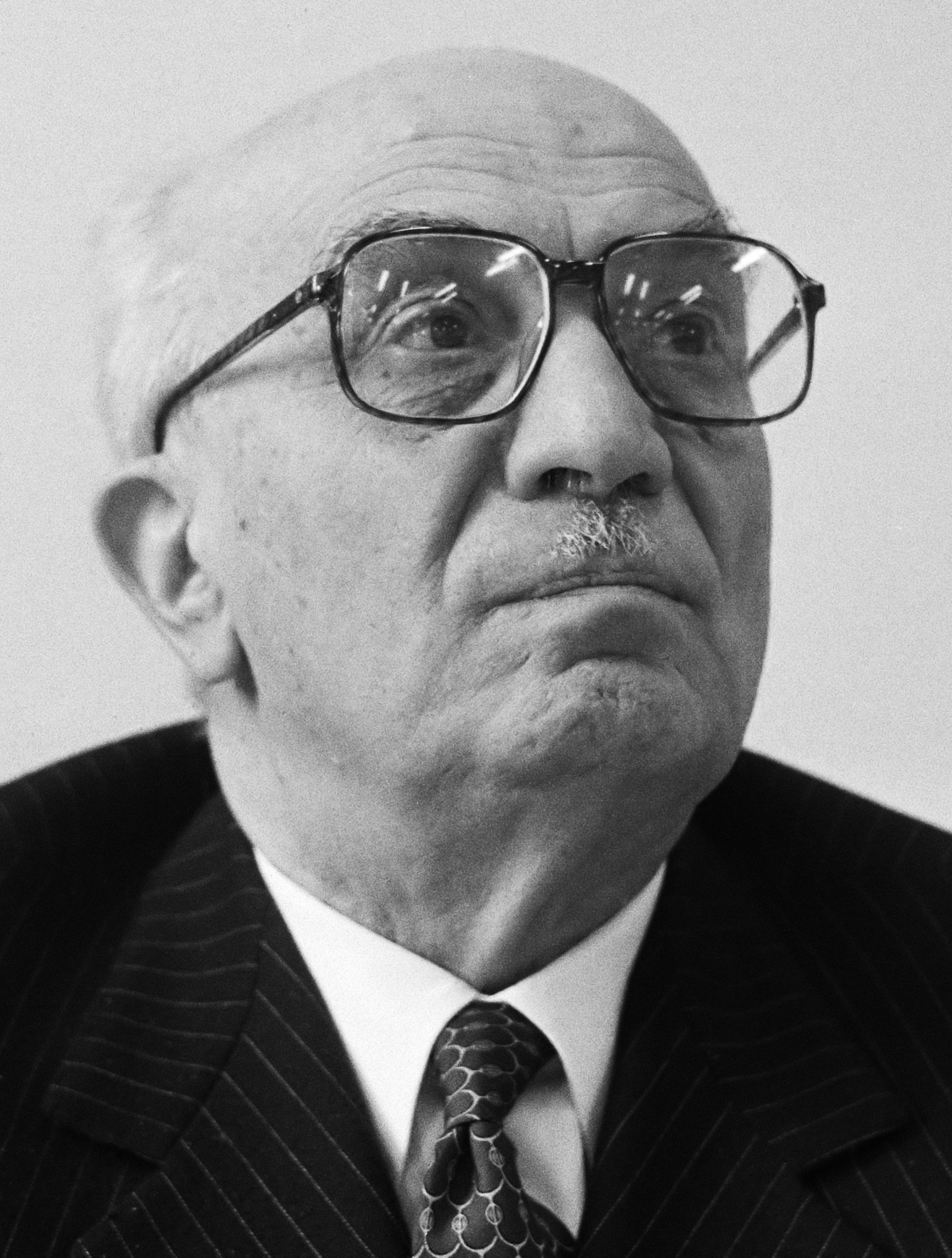
Amintore Fanfani

Piąty rząd Amintore Fanfaniego – rząd Republiki Włoskiej funkcjonujący od 1 grudnia 1982 do 4 sierpnia 1983.
Gabinet powstał w trakcie VIII kadencji Izby Deputowanych i Senatu w miejsce drugiego rządu Giovanniego Spadoliniego. Koalicję utworzyły Chrześcijańska Demokracja (DC), Włoska Partia Socjalistyczna (PSI), Włoska Partia Socjaldemokratyczna (PSDI) oraz Włoska Partia Liberalna (PLI). Po wyborach z 1983 został zastąpiony przez gabinet Bettina Craxiego.

## Skład rządu
- Premier: Amintore Fanfani (DC)
- Minister spraw zagranicznych: Emilio Colombo (DC)
- Minister spraw wewnętrznych: Virginio Rognoni (DC)
- Minister sprawiedliwości: Clelio Darida (DC)
- Minister budżetu i planowania gospodarczego: Guido Bodrato (DC)
- Minister finansów: Francesco Forte (PSI)
- Minister skarbu: Giovanni Goria (DC)
- Minister obrony: Lelio Lagorio (PSI)
- Minister edukacji publicznej: Franca Falcucci (DC)
- Minister robót publicznych: Franco Nicolazzi (PSDI)
- Minister rolnictwa i leśnictwa: Calogero Mannino (DC)
- Minister transportu: Mario Casalinuovo (PSI)
- Minister poczty i telekomunikacji: Remo Gaspari (DC)
- Minister przemysłu, handlu i rzemiosła: Filippo Maria Pandolfi (DC)
- Minister pracy i ochrony socjalnej: Vincenzo Scotti (PC)
- Minister handlu zagranicznego: Nicola Capria (PSI)
- Minister marynarki handlowej: Michele Di Giesi (PSDI)
- Minister zasobów państwowych: Gianni De Michelis (PSI)
- Minister zdrowia: Renato Altissimo (PLI)
- Minister turystyki: Nicola Signorello (DC)
- Minister kultury: Nicola Vernola (DC)
- Minister bez teki do spraw badań naukowych i technologii: Pier Luigi Romita (PSDI)
- Minister bez teki do spraw służb publicznych: Dante Schietroma (PSDI)
- Minister bez teki do spraw kontaktów z parlamentem: Lucio Abis (DC)
- Minister bez teki do spraw sytuacji nadzwyczajnych w Mezzogiorno: Claudio Signorile (PSI)
- Minister bez teki do spraw regionalnych: Fabio Fabbri (PSI)
- Minister bez teki do spraw koordynowania polityki wspólnotowej: Alfredo Biondi (PLI)
- Minister bez teki do spraw koordynowania obrony cywilnej: Loris Fortuna (PSI)